# John Murray
John Murray (Cobourg, 3 de março de 1841 – 16 de março de 1914) foi um oceanógrafo e biologista marinho escocês. Realizou com Charles Wyville Thomson a Expedição Challenger.

## Expedição Challenger
Em 1872 Murray ajudou na preparação de aparatos científicos para a Expedição Challenger sob a direção do cientista-chefe da expedição, Charles Wyville Thomson. Quando uma posição na expedição ficou disponível, Murray se juntou à tripulação como naturalista. Durante a viagem de quatro anos, ele auxiliou na pesquisa dos oceanos, incluindo a coleta de amostras marinhas, fazendo e anotando observações e fazendo melhorias na instrumentação marinha. Após a expedição, Murray foi nomeado assistente-chefe nos escritórios da Challenger em Edimburgo, onde gerenciou e organizou a coleção. Após a morte de Thomson em 1882, Murray tornou-se Diretor do escritório e em 1896 publicou The Report on the Scientific Results of the Voyage of HMS Challenger, uma obra de mais de 50 volumes de relatórios.
Murray renomeou sua casa, na Boswall Road, no norte de Edimburgo, Challenger Lodge em reconhecimento à expedição. O edifício agora abriga o Hospício de São Columba.

## Laboratório Marinho, Granton
Em 1884,  Murray montou o Laboratório Marinho em Granton, Edimburgo, o primeiro de seu tipo no Reino Unido.

## Levantamento batimétrico dos lagos de água doce da Escócia
Depois de completar os relatórios da Expedição Challenger, Murray começou a pesquisar os lagos de água doce da Escócia. Ele foi assistido por Frederick Pullar e durante um período de três anos, eles pesquisaram 15 lagos juntos. Em 1901, Pullar se afogou como resultado de um acidente de patinação no gelo que levou Murray a considerar abandonar o trabalho de pesquisa. No entanto, o pai de Pullar, Laurence Pullar, o convenceu a continuar e deu £ 10 000 para a conclusão da pesquisa. Murray coordenou uma equipe de quase 50 pessoas que fizeram mais de 60 000 sondagens individuais de profundidade e registraram outras características físicas dos 562 lagos. O resultante 6 volumes Bathymetrical Survey of the Fresh-Water Lochs of Scotland foi publicado em 1910. O cartógrafo John George Bartholomew, que se esforçou para avançar a compreensão geográfica e científica através de seu trabalho cartográfico, elaborou e publicou todos os mapas do Survey.

## Expedição oceanográfica do Atlântico Norte
Em 1909 Murray indicou ao Conselho Internacional para a Exploração do Mar que um levantamento oceanográfico do Atlântico Norte deveria ser realizado. Depois que Murray concordou em pagar todas as despesas, o governo norueguês emprestou-lhe o navio de pesquisa Michael Sars e sua tripulação científica. Ele foi acompanhado a bordo pelo biólogo marinho norueguês Johan Hjort e o navio partiu de Plymouth em abril de 1910 para uma expedição de quatro meses para fazer observações físicas e biológicas em todas as profundidades entre a Europa e a América do Norte. Murray e Hjort publicaram suas descobertas em The Depths of the Ocean em 1912 e se tornou um clássico para naturalistas marinhos e oceanógrafos.
Ele foi o primeiro a notar a existência da Dorsal Meso-Atlântica e de fossas oceânicas.